# Петров, Василий Иванович (генерал-лейтенант)
Василий Иванович Петров (1918—2003) — генерал-лейтенант КГБ СССР, участник Великой Отечественной войны.

## Биография

Могила Петрова на Восточном кладбище Минска.

Василий Петров родился 31 декабря 1918 года в селе Беляево (ныне — Велижский район Смоленской области).
В РККА с 1936 по 1939 годы. Окончил Киевское военное училище связи имени М. И. Калинина, после чего был направлен на службу в органы НКГБ СССР. В годы Великой Отечественной войны служил в особых отделах Юго-Западного и Сталинградского фронтов, а также в ОКР «СМЕРШ» по Южному и 4-му Украинскому фронтам.
На фронте с июня 1941 года. В 1942 году награждён медалью «За отвагу» (Приказ №: 78/н от: 06.11.1942 года ВС Сталинградского фронта за бои под сёлами Сенча, Городище, Лучки, обеспечение приказа № 227 и многочисленные переправы через Волгу с целью обеспечения частей 62-й армии боеприпасами и питанием).
В 1942 году ранен.
Награждён орденом Красной Звезды (приказом ВС Южного Фронта №: 51/н от: 24.02.1943 года) и медаль «За оборону Сталинграда».
Приказом №: 45/н от: 19.05.1944 года от ВС 4-го Украинского фронта майор Петров награждён орденом Отечественной войны II степени за участие в боях по освобождению Крыма и г. Севастополя.
В послевоенное время продолжал службу сначала в особых отделах воинских частей, затем в органах КГБ СССР. В 1951 году заочно окончил юридический факультет Львовского государственного университета. В 1954—1956 годах Петров занимал должность заместителя начальника Третьего главного управления КГБ СССР, в 1956—1959 годах — начальника Особого отдела КГБ СССР по Белорусскому военному округу, а в 1959—1970 годах возглавлял Комитет государственной безопасности при Совете Министров Белорусской ССР.
В 1964 году Петрову было присвоено звание генерал-лейтенанта государственной безопасности. С 1970 года он руководил Особым отделом КГБ СССР по Северной группе войск. В 1980 году Петров был уволен в запас. Проживал в Минске, до выхода на пенсию в 1983 году руководил одним из отделов Министерства торговли Белорусской ССР.
В 1985 году награждён орденом Отечественной войны I степени.
Умер 31 декабря 2003 года, похоронен на Восточном кладбище Минска.
Был награждён орденами Ленина, Отечественной войны I и II степеней, двумя орденами Красной Звезды, орденом «За службу Родине в Вооружённых Силах СССР» III степени, рядом медалей и двумя иностранными орденами.
Депутат Совета Национальностей Верховного Совета СССР 7 созыва (1966—1970) от Белорусской ССР.